# كويست للبرمجيات
كويست للبرمجيات (بالإنجليزية: Quest Software)‏ هي شركة برمجيات خاصة يقع مقرها الرئيسي في أليسو فيجو، كاليفورنيا، الولايات المتحدة. توفر الشركة خدمات إدارة السحابة، والبرامج كخدمة، والأمن، وتنقل القوى العاملة، والنسخ الاحتياطي والاسترداد. تأسست الشركة عام 1987 ولديها 53 مكتبًا في 24 دولة.

## التاريخ
تأسست الشركة في عام 1987 في نيوبورت بيتش، كاليفورنيا، مع مجموعة من المنتجات لشركة إتش بي. في عام 1995، انضم فيني سميث إلى الشركة. في العام التالي، دخلت كويست سوق إدارة قواعد البيانات بمنتج ضبط قاعدة بيانات أوركل إس كيو إل.[بحاجة لمصدر] وفي عام 1997، افتتحت كويست مكتبًا في المملكة المتحدة.[بحاجة لمصدر]
انضم دوج جارن إلى شركة كويست بصفته نائب رئيس المبيعات في عام 1998. في نفس العام، أضافت شركة كويست مكاتب في ألمانيا وأستراليا، وأصبح سميث الرئيس التنفيذي. في أكتوبر، استحوذت شركة كويست على تواد.
وفي عام 2002، تم افتتاح مكتب كويست في اليابان. في العام التالي، افتتحت شركة كويست مكاتب جديدة في آسيا، وتحديدًا في سنغافورة وكوريا والصين.[بحاجة لمصدر] وفي عام 2004، قامت شركة جارتنر بتسمية كويست رقم واحد في إدارة التطبيقات. أصبح دوج جارن رئيسًا لشركة كويست في عام 2005.
في 2 سبتمبر 2020، استحوذت شركة كويست على بيناري تري. في 5 يناير 2021، استحوذت شركة كويست على شركة إروين. بما في ذلك شركة إروين داتا موديلير.
في 29 نوفمبر 2021، اشترت شركة كليرلاك كابيتال شركة كويست من شركة فرانسيسكو بارتنرز مقابل 5.4 مليار دولار، بما في ذلك الديون.